# 開籠站
開籠站（：／ Gaerong yeok */?）是首都圈電鐵5號線馬川支線沿線的一座地下車站，位於韓國首爾特別市松坡區可樂洞。開通時的站名是開農站（개농역），2000年5月才改為現名。

## 車站結構
站體為2面2線側式月台的地下車站，候車月台設有月台幕門，並有4處出口。

### 月台配置
| 梧琴 ↑ |
| \| 上  |
| ↓ 巨餘 |

| 月台 | 路線                     | 目的地                               |
| ---- | ------------------------ | ------------------------------------ |
| 上行 | ●首都圈電鐵5號線馬川支線 | 江東、新金湖、西大門、木洞、傍花方向 |
| 下行 | ●首都圈電鐵5號線馬川支線 | 巨餘、馬川方向                       |

## 歷史
- 1996年3月30日：開農站（개농역）落成啟用。
- 1996年12月30日：車站編號由 558 改為 P553。
- 2000年5月1日：更名為開籠站。

## 車站周邊

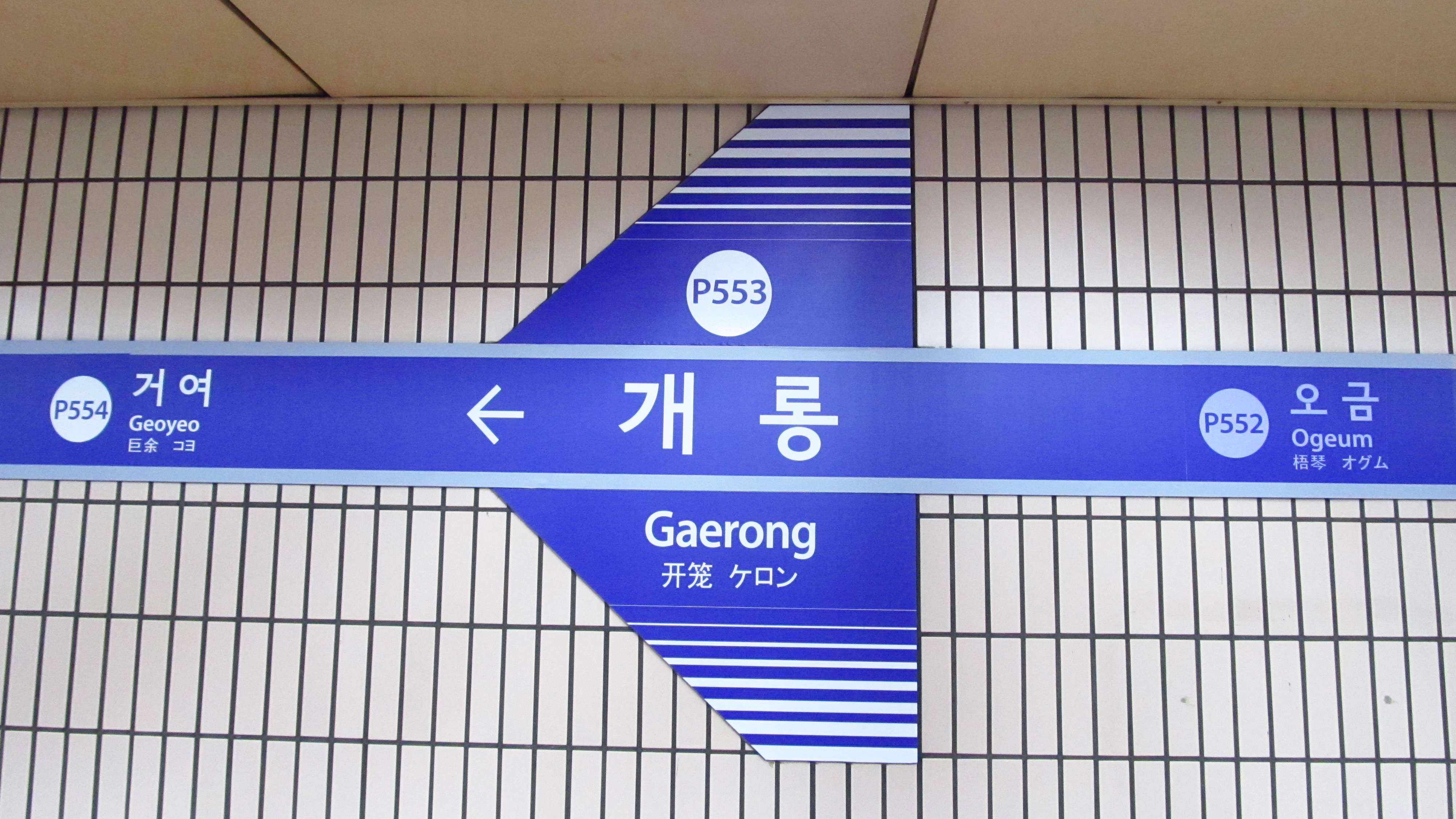
站名牌
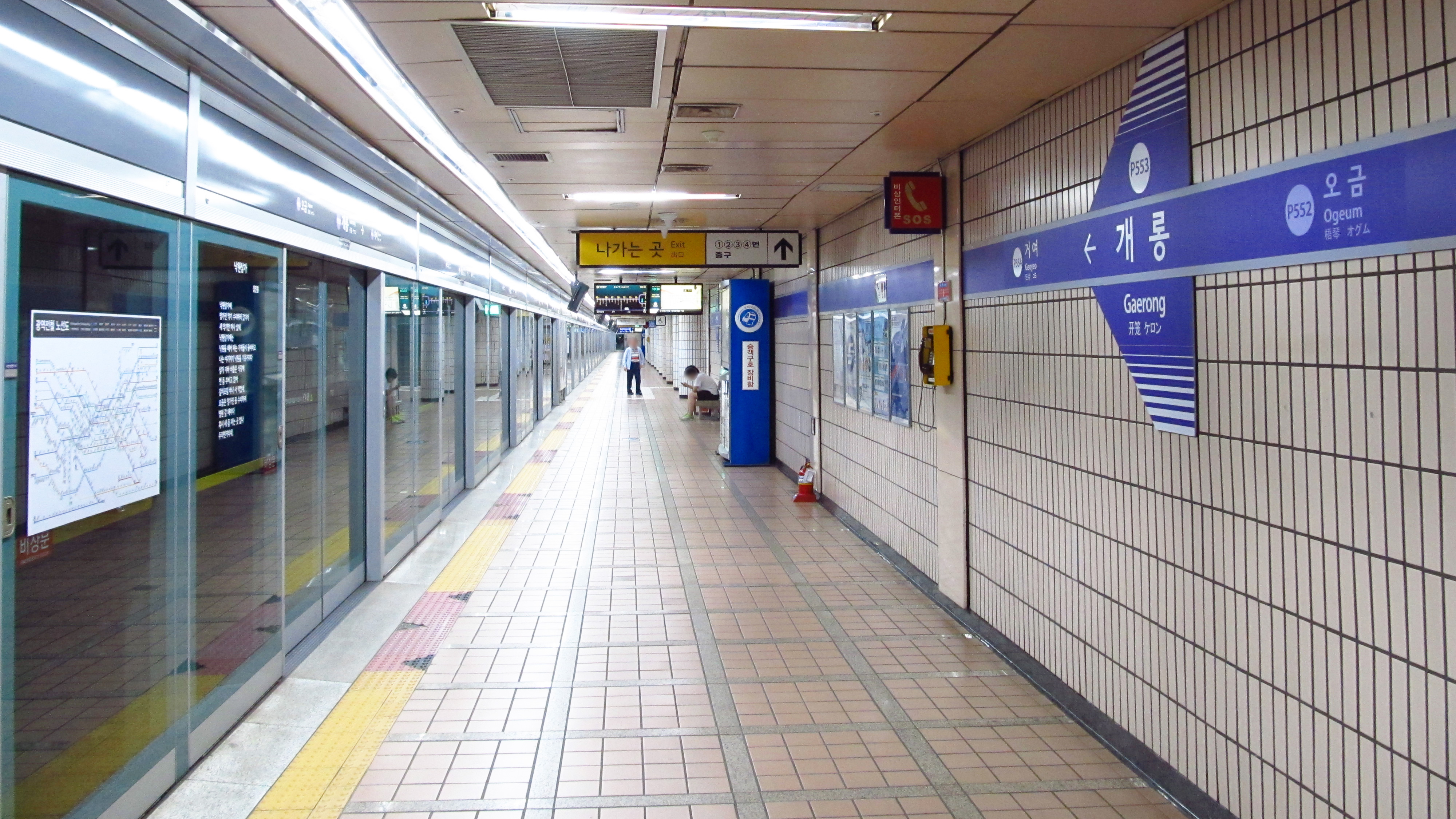
候車月台
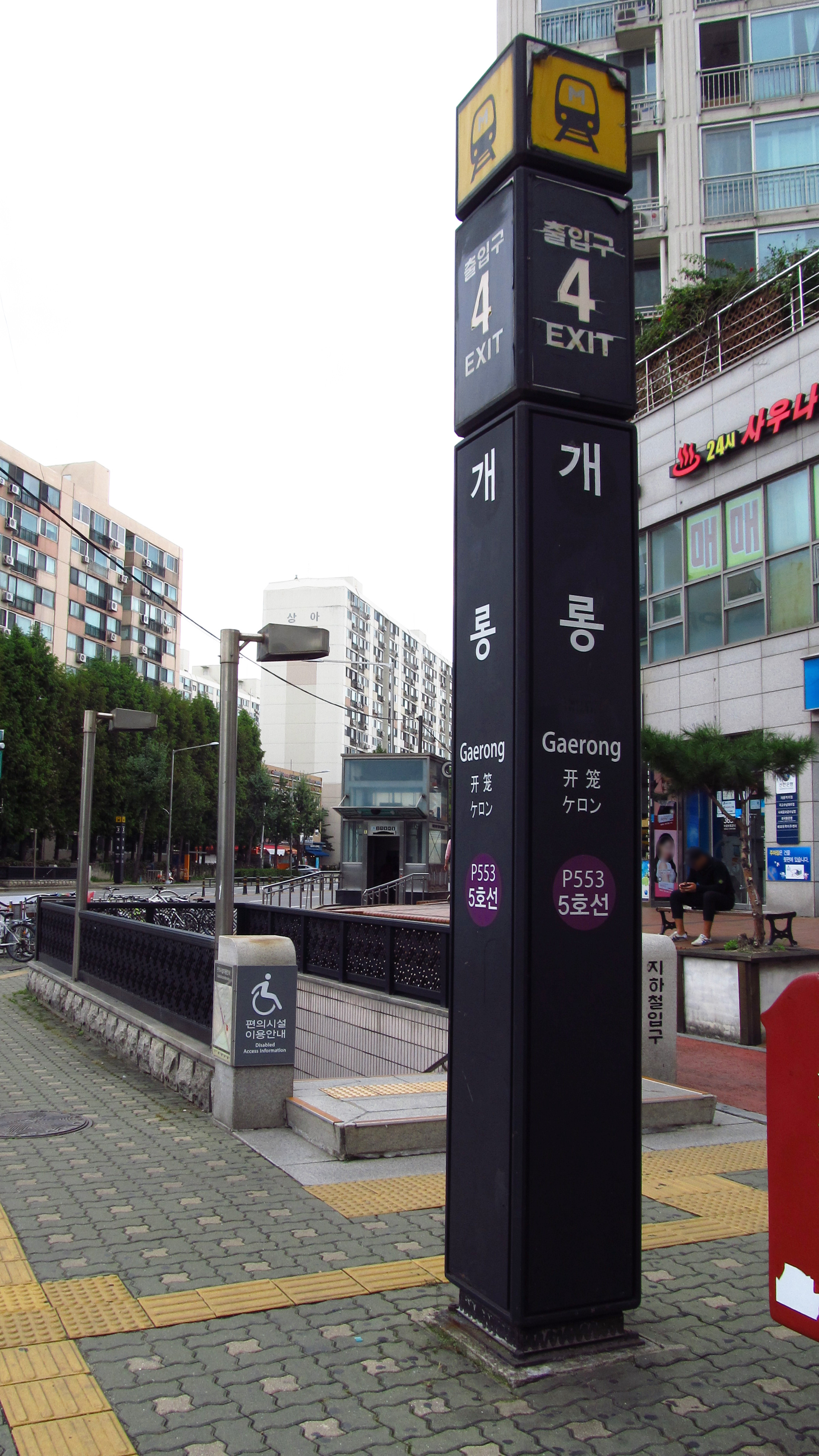
4號出口

- 梧州中學
- 輔仁中學
- 輔仁高校
- 首爾開籠初等學校
- 松坡圖書館（朝鲜语：송파도서관）
- 松坡郵局
- 梧琴公園
- 首爾GOMDURI體育中心

- 站名牌
- 候車月台
- 4號出口

## 相鄰車站
首爾交通公社
●首都圈電鐵5號線馬川支線
梧琴（P552）－開籠（P553）－巨餘（P554）